# Krzysztof Buszko
Krzysztof Antoni Buszko (ur. 24 stycznia 1950 w Jasieniu) – polski inżynier górnictwa, działacz związkowy i opozycyjny w PRL.

## Życiorys
Syn Maurycego i Zofii. W 1975 ukończył studia na Wydziale Górnictwa Politechniki Wrocławskiej, podjął następnie pracę jako sztygar zmianowy w Kopalni Węgla Brunatnego „Konin”. We wrześniu 1980 wstąpił do NSZZ „Solidarność” w miejscu pracy, kierował Komitetem Założycielskim i od marca 1981 Komitetem Zakładowym. Wszedł w skład Prezydium Międzyzakładowego Komitetu Założycielskiego w Koninie i w czerwcu 1981 był delegatem na I Wojewódzki Zjazd Delegatów Regionu Konin, gdzie wybrano go do władz Zarządu Regionalnego. Od 13 grudnia 1981 internowany w ośrodku odosobnienia we Włocławku-Mielęcinie, a po jego likwidacji w ośrodku odosobnienia w Kwidzynie. Uczestniczył w buncie więźniów, po jego pacyfikacji od 16 sierpnia 1982 podjął 32-dniowy protest głodowy. Został zwolniony 8 grudnia 1982 (jako najdłużej internowany związkowiec z regionu). W latach 1982–1989 działał w ramach Biura Pomocy Charytatywnej i Konfraterni im. ks. Jerzego Popiełuszki przy parafii św. Wojciecha w Koninie. W 1986 został członkiem jawnej Tymczasowej Regionalnej Rady „S” w Koninie, zaś w 1988 – członkiem Komitetu Założycielskiego „S” Pracowników KWB „Konin”. W 1989 uczestniczył w obradach Okrągłego Stołu w zespole ds. górnictwa. Był przez wiele lat rozpracowywany przez Wojewódzki Urząd Spraw Wewnętrznych w Koninie.
Został przewodniczącym Komitetu Zakładowego „Solidarności” w KWB Konin, wszedł też w skład Komisji Krajowej „S”. Objął funkcję prezesa Stowarzyszenia Internowanych, Więzionych i Represjonowanych w Stanie Wojennym w Koninie. W wyborach parlamentarnych w 1993 otwierał konińską listę okręgową Komitetu Wyborczego NSZZ „Solidarność”. Później został dyrektorem ds. pracowniczych w konińskiej kopalni.

## Odznaczenia i wyróżnienia
Został odznaczony Złotym Krzyżem Zasługi (1999), Krzyżem Wolności i Solidarności (2022) oraz Krzyżem Oficerskim Orderu Odrodzenia Polski (2009).
W grudniu 2022 roku został uhonorowany tytułem honorowego obywatela miasta i gminy Ślesin.